# Hidrofilia
Hidrofilia, do grego (hydros) "água" e φιλια (filia) "afeição", refere-se a propriedade de ter afinidade por moléculas de água.